# تامس هینز
تامس اچ. هِیْنْز (انگلیسی: Thomas H. Haines؛ زادهٔ ۹ اوت ۱۹۳۳) نویسنده، چهره آکادمیک و بیوشیمی‌دان اهل ایالات متحده است.